# 2025-ös Formula–1 japán nagydíj
A japán nagydíj a 2025-ös Formula–1 világbajnokság harmadik futama volt, amelyet 2025. április 4. és április 6. között rendeztek meg a Suzuka Circuit versenypályán, Szuzukában.

## Választható keverékek
| Abroncs              | Friss | Használt |
| -------------------- | ----- | -------- |
| Kemény keverék (C1)  |       |          |
| Közepes keverék (C2) |       |          |
| Lágy keverék (C3)    |       |          |
| Átmeneti esőgumi (I) |       |          |
| Teljes esőgumi (W)   |       |          |

## Szabadedzések
A japán nagydíj első szabadedzését április 4-én, pénteken délelőtt tartották, magyar idő szerint 4:30-tól.
| helyezés | versenyző             | csapat/motor                 | elért idő | különbség | futott kör |
| -------- | --------------------- | ---------------------------- | --------- | --------- | ---------- |
| 1.       | Lando Norris          | McLaren-Mercedes             | 1:28,549  | –         | 24         |
| 2.       | George Russell        | Mercedes                     | 1:28,712  | +0,163    | 28         |
| 3.       | Charles Leclerc       | Ferrari                      | 1:28,965  | +0,416    | 26         |
| 4.       | Lewis Hamilton        | Ferrari                      | 1:29,051  | +0,502    | 24         |
| 5.       | Max Verstappen        | Red Bull-Honda RBPT          | 1:29,065  | +0,516    | 23         |
| 6.       | Cunoda Júki           | Red Bull-Honda RBPT          | 1:29,172  | +0,623    | 25         |
| 7.       | Fernando Alonso       | Aston Martin Aramco-Mercedes | 1:29,222  | +0,673    | 25         |
| 8.       | Isack Hadjar          | Racing Bulls-Honda RBPT      | 1:29,225  | +0,676    | 28         |
| 9.       | Andrea Kimi Antonelli | Mercedes                     | 1:29,284  | +0,735    | 28         |
| 10.      | Carlos Sainz Jr.      | Williams-Mercedes            | 1:29,333  | +0,784    | 28         |
| 11.      | Alexander Albon       | Williams-Mercedes            | 1:29,392  | +0,843    | 25         |
| 12.      | Hirakava Rjó          | Alpine-Renault               | 1:29,394  | +0,845    | 24         |
| 13.      | Liam Lawson           | Racing Bulls-Honda RBPT      | 1:29,536  | +0,987    | 27         |
| 14.      | Pierre Gasly          | Alpine-Renault               | 1:29,547  | +0,998    | 23         |
| 15.      | Oscar Piastri         | McLaren-Mercedes             | 1:29,708  | +1,159    | 25         |
| 16.      | Lance Stroll          | Aston Martin Aramco-Mercedes | 1:29,758  | +1,209    | 25         |
| 17.      | Nico Hülkenberg       | Kick Sauber-Ferrari          | 1:30,023  | +1,474    | 21         |
| 18.      | Oliver Bearman        | Haas-Ferrari                 | 1:30,077  | +1,528    | 17         |
| 19.      | Esteban Ocon          | Haas-Ferrari                 | 1:30,123  | +1,574    | 21         |
| 20.      | Gabriel Bortoleto     | Kick Sauber-Ferrari          | 1:30,147  | +1,598    | 26         |

A japán nagydíj második szabadedzését április 4-én, pénteken délután tartották, magyar idő szerint 8:00-tól.
| helyezés | versenyző             | csapat/motor                 | elért idő | különbség | futott kör |
| -------- | --------------------- | ---------------------------- | --------- | --------- | ---------- |
| 1.       | Oscar Piastri         | McLaren-Mercedes             | 1:28,114  | –         | 13         |
| 2.       | Lando Norris          | McLaren-Mercedes             | 1:28,163  | +0,049    | 12         |
| 3.       | Isack Hadjar          | Racing Bulls-Honda RBPT      | 1:28,518  | +0,404    | 12         |
| 4.       | Lewis Hamilton        | Ferrari                      | 1:28,544  | +0,430    | 14         |
| 5.       | Liam Lawson           | Racing Bulls-Honda RBPT      | 1:28,559  | +0,445    | 13         |
| 6.       | George Russell        | Mercedes                     | 1:28,567  | +0,453    | 13         |
| 7.       | Charles Leclerc       | Ferrari                      | 1:28,586  | +0,472    | 14         |
| 8.       | Max Verstappen        | Red Bull-Honda RBPT          | 1:28,670  | +0,556    | 9          |
| 9.       | Pierre Gasly          | Alpine-Renault               | 1:28,757  | +0,643    | 13         |
| 10.      | Carlos Sainz Jr.      | Williams-Mercedes            | 1:28,832  | +0,718    | 9          |
| 11.      | Alexander Albon       | Williams-Mercedes            | 1:29,023  | +0,909    | 11         |
| 12.      | Nico Hülkenberg       | Kick Sauber-Ferrari          | 1:29,062  | +0,948    | 12         |
| 13.      | Gabriel Bortoleto     | Kick Sauber-Ferrari          | 1:29,335  | +1,221    | 13         |
| 14.      | Esteban Ocon          | Haas-Ferrari                 | 1:29,507  | +1,393    | 13         |
| 15.      | Oliver Bearman        | Haas-Ferrari                 | 1:29,654  | +1,540    | 10         |
| 16.      | Andrea Kimi Antonelli | Mercedes                     | 1:29,733  | +1,619    | 13         |
| 17.      | Fernando Alonso       | Aston Martin Aramco-Mercedes | 1:29,978  | +1,864    | 5          |
| 18.      | Cunoda Júki           | Red Bull-Honda RBPT          | 1:30,625  | +2,511    | 12         |
| 19.      | Lance Stroll          | Aston Martin Aramco-Mercedes | 1:30,845  | +2,731    | 12         |
| 20.      | Jack Doohan           | Alpine-Renault               | 1:31,659  | +3,545    | 4          |

A japán nagydíj harmadik szabadedzését április 5-én, szombat délelőtt tartották, magyar idő szerint 4:30-tól.
| helyezés | versenyző             | csapat/motor                 | elért idő | különbség | futott kör |
| -------- | --------------------- | ---------------------------- | --------- | --------- | ---------- |
| 1.       | Lando Norris          | McLaren-Mercedes             | 1:27,965  | –         | 17         |
| 2.       | Oscar Piastri         | McLaren-Mercedes             | 1:27,995  | +0,026    | 17         |
| 3.       | George Russell        | Mercedes                     | 1:28,077  | +0,112    | 15         |
| 4.       | Charles Leclerc       | Ferrari                      | 1:28,414  | +0,449    | 13         |
| 5.       | Max Verstappen        | Red Bull-Honda RBPT          | 1:28,497  | +0,532    | 21         |
| 6.       | Lewis Hamilton        | Ferrari                      | 1:28,524  | +0,559    | 13         |
| 7.       | Alexander Albon       | Williams-Mercedes            | 1:28,554  | +0,589    | 19         |
| 8.       | Pierre Gasly          | Alpine-Renault               | 1:28,603  | +0,638    | 15         |
| 9.       | Cunoda Júki           | Red Bull-Honda RBPT          | 1:28,785  | +0,820    | 15         |
| 10.      | Isack Hadjar          | Racing Bulls-Honda RBPT      | 1:28,786  | +0,821    | 16         |
| 11.      | Carlos Sainz Jr.      | Williams-Mercedes            | 1:28,846  | +0,881    | 22         |
| 12.      | Liam Lawson           | Racing Bulls-Honda RBPT      | 1:29,104  | +1,139    | 19         |
| 13.      | Andrea Kimi Antonelli | Mercedes                     | 1:29,126  | +1,161    | 20         |
| 14.      | Jack Doohan           | Alpine-Renault               | 1:29,767  | +1,802    | 15         |
| 15.      | Fernando Alonso       | Aston Martin Aramco-Mercedes | 1:29,772  | +1,807    | 17         |
| 16.      | Oliver Bearman        | Haas-Ferrari                 | 1:30,084  | +2,119    | 17         |
| 17.      | Gabriel Bortoleto     | Kick Sauber-Ferrari          | 1:30,134  | +2,169    | 13         |
| 18.      | Esteban Ocon          | Haas-Ferrari                 | 1:30,183  | +2,218    | 17         |
| 19.      | Lance Stroll          | Aston Martin Aramco-Mercedes | 1:30,267  | +2,302    | 16         |
| 20.      | Nico Hülkenberg       | Kick Sauber-Ferrari          | 1:30,621  | +2,656    | 17         |

## Időmérő edzés
A japán nagydíj időmérő edzését április 5-én, szombat délután tartották, magyar idő szerint 8:00-tól.
| helyezés              | rajtszám | versenyző             | csapat/motor                 | Q1       | Q2       | Q3       | rajthely | futott kör |
| --------------------- | -------- | --------------------- | ---------------------------- | -------- | -------- | -------- | -------- | ---------- |
| 1                     | 1        | Max Verstappen        | Red Bull Racing-Honda RBPT   | 1:27,943 | 1:27,502 | 1:26,983 | 1        | 17         |
| 2                     | 4        | Lando Norris          | McLaren-Mercedes             | 1:27,845 | 1:27,146 | 1:26,995 | 2        | 15         |
| 3                     | 81       | Oscar Piastri         | McLaren-Mercedes             | 1:27,687 | 1:27,507 | 1:27,027 | 3        | 18         |
| 4                     | 16       | Charles Leclerc       | Ferrari                      | 1:27,920 | 1:27,555 | 1:27,299 | 4        | 21         |
| 5                     | 63       | George Russell        | Mercedes                     | 1:27,843 | 1:27,400 | 1:27,318 | 5        | 17         |
| 6                     | 12       | Andrea Kimi Antonelli | Mercedes                     | 1:27,968 | 1:27,639 | 1:27,555 | 6        | 18         |
| 7                     | 6        | Isack Hadjar          | Racing Bulls-Honda RBPT      | 1:28,278 | 1:27,775 | 1:27,569 | 7        | 18         |
| 8                     | 44       | Lewis Hamilton        | Ferrari                      | 1:27,942 | 1:27,610 | 1:27,610 | 8        | 23         |
| 9                     | 23       | Alexander Albon       | Williams-Mercedes            | 1:28,218 | 1:27,783 | 1:27,615 | 9        | 20         |
| 10                    | 87       | Oliver Bearman        | Haas-Ferrari                 | 1:28,228 | 1:27,711 | 1:27,867 | 10       | 21         |
| 11                    | 10       | Pierre Gasly          | Alpine-Renault               | 1:28,186 | 1:27,822 |          | 11       | 12         |
| 12                    | 55       | Carlos Sainz Jr.      | Williams-Mercedes            | 1:28,209 | 1:27,836 |          | 15       | 15         |
| 13                    | 14       | Fernando Alonso       | Aston Martin Aramco-Mercedes | 1:28,337 | 1:27,897 |          | 12       | 12         |
| 14                    | 30       | Liam Lawson           | Racing Bulls-Honda RBPT      | 1:28,554 | 1:27,906 |          | 13       | 12         |
| 15                    | 22       | Cunoda Júki           | Red Bull Racing-Honda RBPT   | 1:27,967 | 1:28,000 |          | 14       | 12         |
| 16                    | 27       | Nico Hülkenberg       | Kick Sauber-Ferrari          | 1:28,570 |          |          | 16       | 9          |
| 17                    | 5        | Gabriel Bortoleto     | Kick Sauber-Ferrari          | 1:28,622 |          |          | 17       | 9          |
| 18                    | 31       | Esteban Ocon          | Haas-Ferrari                 | 1:28,696 |          |          | 18       | 9          |
| 19                    | 7        | Jack Doohan           | Alpine-Renault               | 1:28,877 |          |          | 19       | 9          |
| 20                    | 18       | Lance Stroll          | Aston Martin Aramco-Mercedes | 1:29,271 |          |          | 20       | 5          |
| 107%-os idő: 1:33,825 |          |                       |                              |          |          |          |          |            |

## Futam
A japán nagydíj futamát április 6-án, vasárnap délután tartották, magyar idő szerint 7:00-tól.
| helyezés | rajtszám | versenyző             | csapat/motor                 | futott kör | idő/kiesés oka | rajthely | pont |
| -------- | -------- | --------------------- | ---------------------------- | ---------- | -------------- | -------- | ---- |
| 1        | 1        | Max Verstappen        | Red Bull Racing-Honda RBPT   | 53         | 1:22:06,983    | 1        | 25   |
| 2        | 4        | Lando Norris          | McLaren-Mercedes             | 53         | +1,423         | 2        | 18   |
| 3        | 81       | Oscar Piastri         | McLaren-Mercedes             | 53         | +2,129         | 3        | 15   |
| 4        | 16       | Charles Leclerc       | Ferrari                      | 53         | +16,097        | 4        | 12   |
| 5        | 63       | George Russell        | Mercedes                     | 53         | +17,362        | 5        | 10   |
| 6        | 12       | Andrea Kimi Antonelli | Mercedes                     | 53         | +18,671        | 6        | 8    |
| 7        | 44       | Lewis Hamilton        | Ferrari                      | 53         | +29,182        | 8        | 6    |
| 8        | 6        | Isack Hadjar          | Racing Bulls-Honda RBPT      | 53         | +37,134        | 7        | 4    |
| 9        | 23       | Alexander Albon       | Williams-Mercedes            | 53         | +40,367        | 9        | 2    |
| 10       | 87       | Oliver Bearman        | Haas-Ferrari                 | 53         | +54,529        | 10       | 1    |
| 11       | 14       | Fernando Alonso       | Aston Martin Aramco-Mercedes | 53         | +57,333        | 12       |      |
| 12       | 22       | Cunoda Júki           | Red Bull Racing-Honda RBPT   | 53         | +58,401        | 14       |      |
| 13       | 10       | Pierre Gasly          | Alpine-Renault               | 53         | +1:02,122      | 11       |      |
| 14       | 55       | Carlos Sainz Jr.      | Williams-Mercedes            | 53         | +1:14,129      | 15       |      |
| 15       | 7        | Jack Doohan           | Alpine-Renault               | 53         | +1:21,314      | 19       |      |
| 16       | 27       | Nico Hülkenberg       | Kick Sauber-Ferrari          | 53         | +1:21,957      | 16       |      |
| 17       | 30       | Liam Lawson           | Racing Bulls-Honda RBPT      | 53         | +1:22,734      | 13       |      |
| 18       | 31       | Esteban Ocon          | Haas-Ferrari                 | 53         | +1:23,438      | 18       |      |
| 19       | 5        | Gabriel Bortoleto     | Kick Sauber-Ferrari          | 53         | +1:23,897      | 17       |      |
| 20       | 18       | Lance Stroll          | Aston Martin Aramco-Mercedes | 52         | +1 kör         | 20       |      |

## A világbajnokság állása a verseny után
| H   | Versenyzők            | Pont | H   | Konstruktőrök                | Pont |
| --- | --------------------- | ---- | --- | ---------------------------- | ---- |
| 1.  | Lando Norris          | 62   | 1.  | McLaren-Mercedes             | 111  |
| 2.  | Max Verstappen        | 61   | 2.  | Mercedes                     | 75   |
| 3.  | Oscar Piastri         | 49   | 3.  | Red Bull Racing-Honda RBPT   | 61   |
| 4.  | George Russell        | 45   | 4.  | Ferrari                      | 35   |
| 5.  | Andrea Kimi Antonelli | 30   | 5.  | Williams-Mercedes            | 19   |
| 6.  | Charles Leclerc       | 20   | 6.  | Haas-Ferrari                 | 15   |
| 7.  | Alexander Albon       | 18   | 7.  | Aston Martin Aramco-Mercedes | 10   |
| 8.  | Lewis Hamilton        | 15   | 8.  | Racing Bulls-Honda RBPT      | 7    |
| 9.  | Esteban Ocon          | 10   | 9.  | Kick Sauber-Ferrari          | 6    |
| 10. | Lance Stroll          | 10   | 10. | Alpine-Renault               | 0    |

(A teljes táblázat)

## Statisztikák
- Vezető helyen:
  - Max Verstappen: 43 kör (1-21, 32-53)
  - Andrea Kimi Antonelli: 10 kör (22-31)
- Max Verstappen 41. pole-pozíciója és 64. futamgyőzelme.
- Andrea Kimi Antonelli 1. versenyben futott leggyorsabb köre.
- A Red Bull Racing 123. futamgyőzelme.
- Max Verstappen 114., Lando Norris 29., és Oscar Piastri 12. dobogós helyezése.
- Charles Leclerc 150. Formula–1-es nagydíja.[1]
- Charles Leclerc minden idők legtöbb pontot gyűjtő Ferrari versenyző lett, miután a futamot követően 1411 pontja lett, az 1400 pontos Sebastian Vettelt előzte meg.[1]
- Andrea Kimi Antonelli lett a legfiatalabb versenyző 18 évesen és 223 naposan, aki élen állt egy Formula–1-es nagydíjon, ezzel Max Verstappen rekordját döntötte meg, aki a  2016-os spanyol nagydíjon érte el.[2][3]
- Andrea Kimi Antonelli Max Verstappen másik korábbi rekordját is megdöntötte, miután ő futotta meg a verseny leggyorsabb körét 18 évesen és 223 naposan, amit a a holland versenyző a 2016-os brazil nagydíjon állított fel 19 évesen és 44 naposan.[2][3]